# Rönningstjärnet, Dalsland
Rönningstjärnet är en sjö i Bengtsfors kommun i Dalsland och ingår i Göta älvs huvudavrinningsområde.